# Benkt Ulvfot
Benkt Ulvfot, född 14 mars 1923 i Nyköping,  död 17 juli 2013 i Norrtälje, var en svensk civilingenjör och myntdirektör 1961–1986.
Ulvfot tog examen vid Chalmers tekniska högskola 1950 och anställdes samma år vid Götaverken. Han anställdes vid Yrkesinspektionen 1951 och blev 1:e distriktsingenjör där 1956. Han blev sekreterare vid Statens tekniska forskningsråd 1957 och anställdes vid Kungliga Ingenjörsvetenskapsakademien 1961. Ulvfot blev 1961 myntdirektör och chef för Mynt- och justeringsverket. Han fortsatte som myntdirektör då Myntverket bildades 1972 och behöll ämbetet till 1986.
Benkt Ulvfot blev den siste myntmästaren vars initialer (ett versalt U) präglades på svenska mynt. Från 1986 är det istället riksbankschefens initialer som präglas på mynten.